# 情緒化推理
當某人從他們的（主觀）感受中得出關於事實的結論時，就會發生情緒化推理。示例：「我感到嫉妒和不信任。這意味著我的搭檔在欺騙我。」 情緒化推理是一種認知扭曲現象。
事實上，情緒是由對所觀察到的事件的無意識心態觸發的，受其他認知扭曲和偏見的影響。因此，情緒完全不適合評估假設的正確性，因為它們是假設的結果。
這個詞可以追溯到精神病學家亞倫·貝克（Aaron T. Beck），他於 1979 年引入它，作為他對認知行為療法的反思的一部分。 尤其是，有抑鬱傾向的人經常過度傾聽他們消極的直覺，而不是不帶偏見地看待客觀事實。 然而，在（身心）壓力大的情況下，人們通常傾向於對給定的事件做出情緒化的反應，而不是找到一個戰略上聰明的答案。

## 認知行為療法
認知行為療法特別注重情緒表現，將導致消極情緒的思維模式展示給患者，透過提問讓他們意識到，然後用導致積極情緒的思維模式來代替。

## 舉例
以下是一些基於情感證據的謬誤推論示例：
- “我感到內疚，所以我有責任。”
- “我對另一個人很生氣，所以他們做錯了。”
- “如果我的感覺說某事是好的，那麼它也很好，如果它說某事是壞的，那麼它也是壞的。”

## 外部連結
- Emotional Reasoning （页面存档备份，存于）